# Tripp-Insel
Die Tripp-Insel ist eine Insel vor der Scott-Küste des ostantarktischen Viktorialands. Sie liegt im südlichen Teil der Tripp Bay. 
Teilnehmer der Nimrod-Expedition (1907–1909) des britischen Polarforschers Ernest Shackleton entdeckten und kartierten die Insel. Benannt ist sie nach dem Neuseeländer Leonard Owen Howard Tripp (1862–1957), der der Expedition hilfreich zur Seite stand.